# 아타리 도스
아타리 도스(Atari DOS)는 아타리 8비트 패밀리의 컴퓨터에 사용되는 디스크 운영 체제이다. 아타리 컴퓨터가 디스크 드라이브에 저장된 파일을 관리할 수 있게 하려면 운영 체제 확장 기능이 메모리에 로드되어야 한다. 운영 체제의 이 확장 기능들은 디스크 핸들러 및 기타 파일 관리 기능들을 추가하였다.
가장 중요한 확장 기능은 디스크 핸들러이다. 아타리 도스 2.0에서 이 이름은 파일 관리 시스템(File Management System, FMS)였으며 이는 플로피 디스크로부터 로드되는 파일 시스템의 구현체이다. 도스를 로드하는데 최소 추가적인 32 KB의 RAM이 필요했다.

## 버전
여러 버전의 아타리 도스를 사용할 수 있었으며 그 중 최초 버전은 1979년 출시되었다. 아타리는 데이터 제너럴 AOS와 함께 어셈블리어를 사용하였다.

### DOS 1.0
아타리의 최초 도스 버전에서 모든 명령어들은 메뉴에서만 접근이 가능하였다. 810 디스크 드라이브와 번들되었다. 이 버전은 완전히 메모리 상주 형태였으므로 속도가 빨랐으나 메모리 공간을 차지하였다.

### DOS 2.0
다른 이름: DISK OPERATING SYSTEM II VERSION 2.0S
아타리의 가장 유명한 버전인, 이 두 번째 버전은 810 디스크 드라이브와 일부 초기 1050 디스크 드라이브와 함께 번들되었다.
DOS 2.0S에는 DOS.SYS, DUP.SYS로 구성되었다. DOS.SYS는 메모리로 로드되었으나 DUP.SYS는 디스크 유틸리티들을 포함하였으며 사용자가 도스로 빠져나갈 때에만 로드되었다.

### DOS 3
새 버전의 도스는 5.25인치 아타리 1050 디스크 드라이브와 함께 번들되었다.

### DOS 2.5
다른 이름: DISK OPERATING SYSTEM II VERSION 2.5
버전 2.5는 버전 3.0의 업그레이드이다.
포함된 유틸리티에는 DISKFIX.COM, COPY32.COM, SETUP.COM RAMDISK.COM가 있다.

### DOS 4.0
개발 중 코드명: QDOS
DOS 4.0은 출시된 적 없는 1450XLD용으로 설계되었다.

### DOS XE
개발 중 코드명: ADOS
DOS XE는 아타리 XF551 드라이브의 더블 덴시티, 더블 사이드 기능을 지원하였으며 그 외에 버스트 I/O를 지원하였다. DOS XE는 DOS 2.0S와 DOS 2.5와 호환되지 않는 새로운 디스크 포맷을 사용하였으므로 더 오래된 2.0 파일을 읽기 위해 별도의 유틸리티가 필요했다.
DOS XE는 아타리 7비트 패밀리용으로 개발된 아타리의 마지막 도스이다.

## 서드파티 DOS 프로그램
- DOS 2.6
- SmartDOS
- OS/A+ 및 DOS XL
- SuperDOS
- Top-DOS
- Turbo-DOS
- MyDOS
- SpartaDOS
- SpartaDOS X
- RealDOS
- BW-DOS
- XDOS

## 디스크 포맷
- Single-Sided, Single-Density: 40개 트랙(트랙 당 18개 섹터). 90 KB 용량.
- Single-Sided, Enhanced-Density: 40개 트랙(트랙 당 26개 섹터). 130 KB 용량. 1050, XF551이 읽을 수 있음.
- Single-Sided, Double-Density: 40개 트랙(트랙 당 18개 트랙), 섹터 당 256바이트. 180 KB 용량. XF551, 815, 수정/업그레이드된 1050가 읽을 수 있음.
- Double-Sided, Double-Density: 80개 트랙(사이드 당 40개 트랙, 트랙 당 18개 트랙), 섹터 당 256바이트. 360 KB 용량. XF551에서만 읽을 수 있음.